# Dendrobium ovatum
Dendrobium ovatum är en orkidéart som först beskrevs av Carl von Linné, och fick sitt nu gällande namn av Friedrich Fritz Wilhelm Ludwig Kraenzlin. Dendrobium ovatum ingår i släktet Dendrobium, och familjen orkidéer. Inga underarter finns listade i Catalogue of Life.